# Beaufort (famiglia)

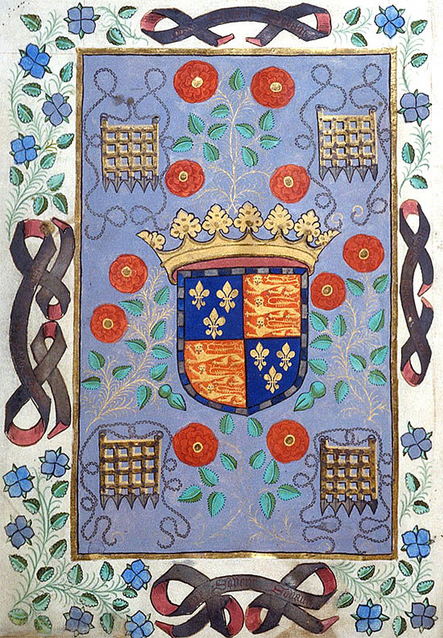
Stemma della Casa di Beaufort in una miniatura del XVII secolo

La Casata di Beaufort è una nobile e potente famiglia inglese, che ha esercitato una forte influenza sulla politica del Paese durante il XV secolo.

## Storia

### Origini
L'origine del nome risale ad un castello in Champagne-Ardenne (nell'odierna Montmorency-Beaufort), uno dei possedimenti portati in dote a Giovanni Plantageneto, I duca di Lancaster, e terzo figlio del re Edoardo III d'Inghilterra, dalla sua prima moglie Bianca di Lancaster.
La famiglia discende da John Beaufort (1371-1410), figlio illegittimo di Giovanni Plantageneto e della sua amante Katherine Swynford. Giovanni più tardi sposò la donna e i loro figli furono legittimati; tuttavia ad essi venne ufficialmente negata la successione al trono ('excepta regali dignitate').

### Guerra delle due rose
I Beaufort furono una potente e ricca famiglia fin dalle origini, e raggiunse ancor di più il potere quando un loro membro divenne re col nome di Enrico IV d'Inghilterra.
Quando il conflitto dinastico conosciuto col nome di guerra delle due rose scoppiò nel XV secolo, i Beaufort furono a capo degli alleati di Enrico VI d'Inghilterra e della casa di Lancaster.
Enrico VII d'Inghilterra fondò la sua rivendicazione alla corona inglese attraverso sua madre, Margaret Beaufort, nipote e erede diretta di John Beaufort. Tutti i legittimi discendenti maschi di Giovanni Plantageneto infatti erano morti, ma nella linea legittima femminile gli eredi legittimi erano le casate reali del Portogallo e di Castiglia.

### Estinzione della linea principale e successione dinastica
I Beaufort patirono molto la guerra delle due rose. Edmund Beaufort, II duca di Somerset e tutti e quattro i figli maschi rimasero uccisi, senza lasciare alcun erede maschio; la linea maschile venne continuata da Charles Somerset, I conte di Worcester, figlio illegittimo di Henry Beaufort, III duca di Somerset.
Nel 1682 Carlo II d'Inghilterra fece primo Duca di Beaufort Henry Somerset.
La linea maschile della famiglia è oggi rappresentata da Henry Somerset, XII duca di Beaufort.

## Membri illustri
I personaggi più rappresentativi della famiglia furono:
- John Beaufort, I conte di Somerset (c. 1371-1410);
- Henry Beaufort, II conte di Somerset (c. 1401-1418);
- John Beaufort, I duca di Somerset (c. 1404-1444);
- Lady Margaret Beaufort (1443-1509), madre del re Enrico VII d'Inghilterra;
- Giovanna Beaufort, regina di Scozia (c. 1404-1445);
- Thomas Beaufort, conte di Perche (c. 1405-1431);
- Edmund Beaufort, II duca di Somerset (c. 1406-1455);
- Henry Beaufort, III duca di Somerset (1436-1464);
- Margaret Beaufort (c. 1427-1474), contessa Stafford;
- Edmund Beaufort, IV duca di Somerset (c. 1438-1471);
- John Beaufort (c. 1455-1471), marchese di Dorset;
- Margaret Beaufort (1409-1449), contessa di Devon;
- Henry Beaufort (c. 1375-1447), cardinale vescovo di Winchester;
- Thomas Beaufort (c. 1377-1426), duca di Exeter;
- Joan Beaufort (c. 1379-1440), contessa di Westmorland.